# Pierluigi Astore
Pierluigi Astore (Roma, 13 maggio 1961) è un doppiatore e direttore del doppiaggio italiano.

## Biografia
Ha debuttato nel 1980 doppiando nel cartone animato Gaiking, il robot magnetico il personaggio Black Darius. Negli anni seguenti ha proseguito l'attività doppiando numerose pellicole cinematografiche e televisive, nonché serie televisive e cartoni animati (tra cui anche Scooby Doo).
Tra i film da lui doppiati, il ridoppiaggio di C'era una volta in America, nel quale ha prestato la voce a William Forsythe e Porky College: un duro per amico.
Per la televisione ha prestato la sua voce nella realizzazione della versione italiana di note serie come Gli amici di papà, Life on Mars, Babylon 5 e Queer as Folk. Tra i cartoni animati figurano invece Cinderella Boy e Great Teacher Onizuka.
Ha anche svolto l'attività di direttore del doppiaggio di Z-Girls, Friends and Heroes, Ben 10 - Forza aliena, Ben 10: Ultimate Alien e Ben 10: Omniverse, oltre ad una carriera teatrale parallela al doppiaggio.
È stato anche interprete dei sceneggiati radiofonici Mata Hari, Blade Runner, cacciatore di androidi, Diabolik: Senza maschera e Eva Kant: Quando Diabolik non c'era, trasmessi dalle reti Radio Rai negli anni duemila.
Viene scelto come nuova voce italiana di Kratos, dopo Marco Pagani, in God of War, quarto capitolo della saga uscito nel 2018; viene premiato come miglior doppiatore in un videogioco per il medesimo doppiaggio durante il Festival del doppiaggio Voci nell'Ombra. Riprende poi il ruolo nel seguito God of War Ragnarök del 2022.
Dal 2011 è la voce di Yosemite Sam nelle serie animate dei Looney Tunes, sostituendo il defunto Vittorio Amandola.

## Doppiaggio

### Film
- Djimon Hounsou in Shazam!, Shazam! Furia degli dei
- Bill Camp in Jason Bourne, Joker
- Shea Whigham in Non-Stop, The Gray Man
- Adam Arkin in Ballroom Dancing, Pig - Il piano di Rob
- Esai Morales in Mission: Impossible - Dead Reckoning, Mission: Impossible - The Final Reckoning
- Michael Gambon in Sylvia
- Thomas Kretschmann in La grande passione
- Tom Waits ne La ballata di Buster Scruggs
- Pablo Bryant in Tradimento fatale
- Eddie Chan in Dragon Ball - Il film
- Phillip Jarrett in Spill
- Brian Austin Green in La legge dell'inganno
- Thomas Atkins in Orchidea nera
- Johnny Venocur in Potere assoluto
- Bentley Mitchum in On the Border
- Montel Williams in Il pacificatore
- Tim Roth in Vatel
- David Morse in Dancer in the Dark
- David Kelsey in La trappola
- Charley Boorman in The Bunker
- Axel Stein in Porky College: un duro per amico
- Ivan Marevitch in Red Siren
- Timothy Busfield in National Security - Sei in buone mani
- Chalerm Taweebot in The Park
- William Forsythe in C'era una volta in America (ed.2003)
- Cary-Hiroyuki Tagawa in Elektra
- Tate Donovan in Good Night, and Good Luck.
- Fred Willard in Amore al primo tuffo
- David Field in Feed
- Oliver Dirver in Black Sheep - Pecore assassine
- Tim Robbins in Tenacious D e il destino del rock
- Mickey Rourke in Adverse
- Michael Beach in Saw X
- James P. Kisicki in Prima o poi s...vengo!
- Mark Houghton in Snakes on a Plane
- Jack Gilpin in Davanti agli occhi
- Beto Cuevas in Borderland - Linea di confine
- Maurice Bénichou in Alibi e sospetti
- Sam Louwyck in Ex Drummer
- François Hadji-Lazaro in Dante 01
- José Chaves in Valérie - Diario di una ninfomane
- Luis Guzmán in Yes Man
- Ulrich Tukur in Verso l'Eden
- Shahab Hosseini in About Elly
- Anthony Michael Hall in Halloween Kills
- Peter Guinness in Zack Snyder's Justice League
- Michael Adamthwaite in Warcraft - L'inizio
- Stuart Hughes in It
- Con O'Neill in The Batman
- Hiro Kanagawa in Orphan: First Kill
- Thomas Ian Griffith in Furia esplosiva
- Adam Kotz in Tiro al bersaglio
- Kareem Abdul-Jabbar in Glass Onion: Knives Out
- Scott Jaeck in Oh, Canada - I tradimenti
- Tom Sizemore in La truffa perfetta
- Ergun Kuyucu in Baskin - La porta dell'inferno

### Film d'animazione
- Vince McMahon in Scooby-Doo! e il mistero del wrestling, Scooby-Doo! e WWE - La corsa dei mitici Wrestlers
- Rowlf in I Muppet,  Muppets 2 - Ricercati e Muppets Haunted Mansion - La casa stregata
- Alfred Pennyworth in Batman: Hush, Batman e i Problemi di Famiglia
- Optimus Prime e Ultra Magnus in Transformers - The Movie
- Licaon in Arion
- Irwin in Due leoni per un trono
- Capitan Pipa in Smoke City
- Il topolino Marty in Il topolino Marty e la fabbrica di perle
- Makarov Dreyar in Fairy Tail The Movie: Phoenix Priestess
- Gav in Amicinemici - Le avventure di Gav e Mei
- Orin in Battaglia per la Terra 3D
- Biff Buzzard in Tom & Jerry: Fast & Furry
- Capitano Blacky in UFO Robot Gattaiger - La grande battaglia dei dischi volanti
- Shikishima in Akira (secondo doppiaggio)
- Trigon / Hexagon in Teen Titans Go! Vs. Teen Titans
- Fred Flintstone ne Un meraviglioso Natale con i Flintstones
- Heihachi Mishima in Tekken: Blood Vengeance
- Poliziotto sfregiato in Millennium Actress
- Tyson in Rex - Un cucciolo a palazzo
- Gorgosauro in Arrivederci, Tyrano
- Mago in Shazam! Magic and Monsters
- Victor ne La grande avventura dell'Ape Magà
- Leonard in Ooops! L'avventura continua
- Yosemite Sam in Looney Tunes: Due conigli nel mirino e Space Jam: New Legends
- Tony Stark/Iron Man in Next Avengers - Gli eroi di domani, Planet Hulk
- Theo Argento in Lupin III - La pagina segreta di Marco Polo
- Koshal Van Shutelvalt in Lupin III - La principessa della brezza: La città nascosta nel cielo
- Norbert in Car's Life 2
- Biff Wellington in Scooby-Doo e i pirati dei Caraibi
- Sojo in Scooby-Doo e la spada del Samurai
- Amos in Scooby-Doo Abracadabradoo
- Jasper Poubelle (canto) e Vincent Van Helsing (canto) in Scooby-Doo! e il Festival dei vampiri
- Jack Riggins e Igor Throwsdoft in Scooby-Doo! I giochi del mistero
- Havros Menkle / Agghiacciante Mostro di Neve in Scooby-Doo! In vacanza con il mostro
- Sindaco Husk in Scooby-Doo! e il mistero del granturco
- Jack Rabble in Scooby-Doo e la maschera di Blue Falcon
- Fantasma in Scooby-Doo e il palcoscenico stregato
- Dr. Ned Staples in Scooby-Doo! La minaccia del cane meccanico
- Prof. Eduardo Perez in Scooby-Doo! Goal da paura
- Curthbert Crawley in Scooby-Doo! Frankenstrizza
- Zip Elvin in Scooby-Doo! Crociera sulla Luna
- Distruttore in Scooby-Doo e il mistero del Rock'n'Roll
- Fantasma di Brutimore Spiaggia in Scooby-Doo! Grande festa in spiaggia
- Jack in Scooby-Doo! e il ritorno sull'isola degli zombie
- Mr. Wickles in Scooby-Doo! contro i Gul
- Mr. Glockenspiel e Tenente in Viaggio ad Altrove: Scooby-Doo! incontra Leone il cane fifone[1]
- Magenta in Dragon Ball Super: Super Hero
- Saiwa ne Il drago di mio padre
- Grande Padre in Ken il guerriero (ridoppiaggio 2024)
- Darkseid in Superman/Batman: Apocalypse

### Serie televisive
- Ray Stevenson in Saints & Strangers, Das Boot, Ahsoka
- Bob Saget in Gli amici di papà, Le amiche di mamma
- Alexandre Willaume in The Last Kingdom
- Clark Johnson in Bosch, Daredevil - Rinascita
- Regis Monteiro in La figlia del silenzio
- Martin Seefeld in Rebelde Way
- Mauricio Godoy in Il segreto
- Cem Cücenoğlu in Everywhere I go - Coincidenze d'amore
- Jerry Doyle in Babylon 5
- Lee Reherman in K.C. Agente Segreto (2ª voce)
- Chris Graham in Xena - Principessa guerriera
- Anthony Simcoe in Farscape
- Jack Wetherall in Queer as Folk
- Will Patton in The Agency
- Yurdaer Okur in The Protector
- Jean-François Pichette in Fortier
- R.H. Thomson in Hell on Heels: The Battle of Mary Kay
- Ed Bishop in UFO
- Ian Roberts in Cape Rebel
- Ross Kemp in Ultimate Force
- Andrea Braugher in Salem's Lot
- Owen Teale in Un'isola in guerra
- Kevin Dillon in Entourage
- Vincent D'Onofrio in Ghost Wars
- Adam LaFevre in Empire Falls - Le cascate del cuore
- Will Keen in Elizabeth I
- Rob Moran in A sud del paradiso
- Cezmi Baskın in Segreti di famiglia
- Macit Sonkan in Hercai - Amore e vendetta
- Fred Melamed in WandaVision
- Philip Glenister in Life on Mars
- Martin Larocque in Il segreto di Grande Ourse
- Timothy Busfield in For Life
- Nicolas Grimes in Reacher
- Russell Hodgkinsonin in Z Nation
- John Tice in Mountain Monsters
- Ryō Ishibashi in Il regista nudo
- Edward James Olmos in Dexter
- Kemal Başar in Il dottor Alì
- Ron Bottitta in Criminal Minds
- Nathan Lane in Monsters: la storia di Lyle ed Erik Menendez
- Darrell Sheets in Affari al buio

### Serie animate
- Jose Porla, Faust e Makarov Dreyar (2^voce) in Fairy Tail
- Vari personaggi in Ben 10, Ben 10 - Forza aliena, Ben 10: Ultimate Alien, Ben 10: Omniverse
- Horace Il Barista nei i Griffin (2ª voce)
- James "Secco" Jones (4ª voce, st. 13-14), Commissario Winchester (ridoppiaggio ep. 4x18) ne I Simpson
- Rettore Dean Vernon, Joey Mousepad (st. 2) e Chanukah Zombie in Futurama[2]
- Rowlf in Muppet Show (ridoppiaggio 2021), I Muppet, Muppet Babies e Ecco i Muppet
- Ironhide in Transformers G1
- Colie in Macross
- Black Darius in Gaiking il robot magnetico
- Cliente del casino in Cinderella Boy
- Tatewaki Kuno, Happosai, Yakuum in Ranma ½ (doppiaggio CRC)
- Kyrie in Il cuneo dell'amore
- No-Neck in I Netturbani
- Kevin in Kangoo
- Capitano in Sei in arresto!
- Jeffrey McWild in Virtua Fighter
- Icaros in Sheevas 1-2-3 Il Dio Perduto di Ikaros
- Koji Sannomaru in Great Teacher Onizuka
- Azazel in Devichil
- Kulon Ji e voce narrante in Ken il guerriero: Le origini del mito
- Maxwell in X-DuckX
- Gelatina in Bobobo-bo Bo-bobo
- Arbormon/Petaldramon in Digimon Frontier
- Jinen in Ken il guerriero - La tecnica proibita
- Slado in Teen Titans
- Dottor Stewart in F-Zero: GP Legend
- Soichiro Izumi in Garouden: The Way of the Lone Wolf
- Mortis in Dragon Booster
- Dottor Peter Tezla in Hot Wheels Acceleracers
- Diavoletto Jack in Fantasmi a scuola
- Barney Crashman in Carl²
- Robogatto in Krypto the Superdog
- Taury in Harry e i dinosauri nel magico secchiello blu
- Ruel Stroud in Wakfu
- Mortimer in Scuola di vampiri
- Tiger in Skunk Fu!
- Boris e Hughes in Hareport - Leprotti in pista
- Pinciu in Aia!
- Padre di Loulou in Loulou de Montmartre
- Voce narrante in Tork
- Nonno in Cajou
- Nikos in Stellina
- Rollo in PopPixie
- Torpedo in Fish'n'Chips
- Zeus in Ulisse. Il mio nome è Nessuno
- Nettuno e varie voci in Winx Club
- Horace (2ª voce) ne I Griffin
- Yadokan in Yes! Pretty Cure 5 GoGo!
- Gentaro Myōdōin in HeartCatch Pretty Cure!
- Dottor Krieger in Archer
- La Bestia in Regal Academy
- Posapiano Antonio in Tom & Jerry Kids
- Spike in The Tom & Jerry Show[3] e Tom & Jerry a New York
- Trigon, Babbo Natale e Mammoth in Teen Titans Go!
- Yosemite Sam in Baby Looney Tunes, The Looney Tunes Show, Bugs! A Looney Tunes Prod./New Looney Tunes, Looney Tunes Cartoons e Tiny Toons Looniversity
- Il terzo Raikage (2ª voce) in Naruto: Shippuden
- Re River Butterfly in Marco e Star contro le forze del male
- Quirin in Rapunzel - La serie
- Martin Mertens e Manticora in Adventure Time
- Mitsuzò Soroi in Kill la Kill
- Voidus in Gormiti
- Zumeo in Marblegen
- Light Nostrade e Zebro in Hunter × Hunter (serie 2011)
- Randy Watson in Close Enough
- Percival Gibbons in Lupin III - L'avventura italiana
- Ioan Keller in Heidi
- Wem Heidern in Star Blazers 2199
- Geppetto in Pinocchio and Friends
- Archibugius in Idefix e gli Irriducibili
- Larry Markusson in Spriggan
- Generale delle truppe di Kycilia in Mobile Suit Gundam GQuuuuuuX
- Haruo Kawaguchi in Desert Punk

### Videogiochi
- Terry Halford in F.E.A.R. 2: Project Origin (2009)[4]
- Jack Cayman in Anarchy Reigns (2012)[5]
- Amada e Mifune in Binary Domain (2012)[6]
- 2×2 e Diamante in Ben 10: Omniverse (2012), Ben 10: Omniverse 2 (2013)
- Pat Scorbuto in Epic Mickey 2: L'avventura di Topolino e Oswald (2013)[7]
- Generale Cinghiale e Coniglio in Puppeteer (2013)[8]
- Knack in Knack (2013), Knack II (2017)[9]
- Martello di Sauron, Torvin, Orchi vari in La Terra di Mezzo: L'ombra di Mordor (2014)
- Lor San Tekka in LEGO Star Wars: Il risveglio della Forza (2016)[10]
- Kratos in God of War (2018),[11] God of War Ragnarök (2022)
- Benjamin Hancock, Jake Wind e Thomas Southerland in Death Stranding (2019)[12]